# Солом'яний міст
Солом'яний міст (італ. Ponte dei Paglia) — один з мостів Венеції через Палацовий канал — Rio di Palazzo.
Розташований ліворуч від Палацу дожів. Назва мосту пов'язана або з причалом, до якого пришвартовувалися баржі, що привозили солому для в'язниць, або з будинком торговця соломою, який стояв на цьому місці.
Міст був побудований в 1360 році і розширений в XIX столітті. З цього місця відкривається картина похмурого Палацового каналу з мостом Зітхань, що з'єднує Палац дожів з будівлею XVI століття Нових в'язниць.

## Див. також

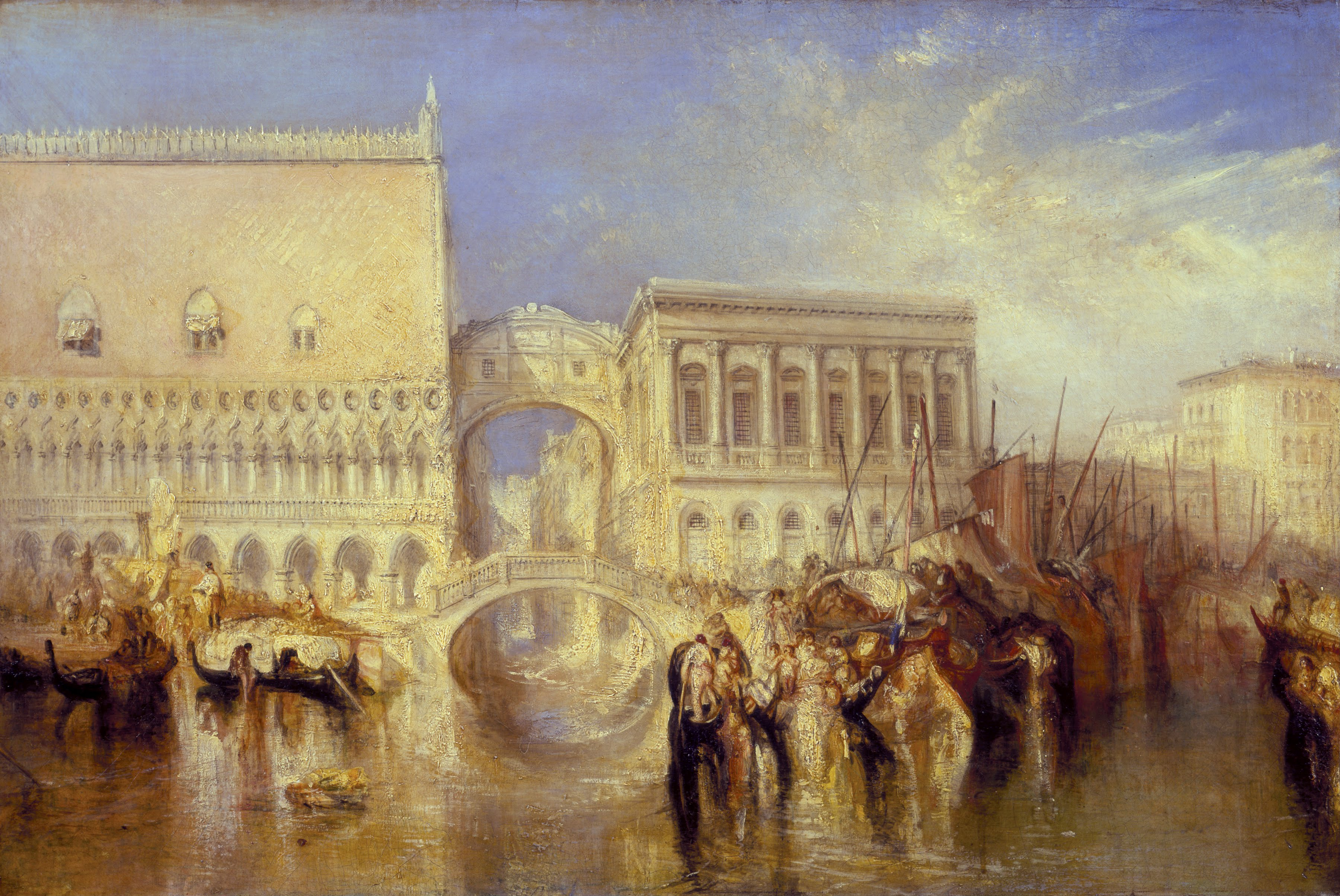
Вільям Тернер. Міст Зітхань і Солом'яний міст (на передньому плані), 1840